# Princess Silver
Princess Silver (chino simplificado: 白发; pinyin: Bai Fa), es una serie de televisión china transmitida desde el 15 de mayo del 2019 hasta el 26 de junio del 2019 por iQiyi.
La serie está basada en la novela "The White-Haired Imperial Concubine" (pinyin: Bai Fa Wang Fei, chino: 白发王妃) escrita por Mo Yanshang (莫言殇).

## Sinopsis
La serie sigue a Rong Le, la bella Princesa de la Familia Real del Reino de Qi Occidental, que un día despierta y descubre que ha perdido la memoria. Poco después se le ordena casarse con Zongzheng Wu You, el séptimo Príncipe del vecino Reino de Lin del Norte para formar una alianza política con su reino, sin embargo al inicio él se niega a casarse con ella y a dejarla entrar en su mansión, por lo que, incapaz de volver a su hogar, Rong Le, decide establecerse en el norte de Lin y abre una casa de té bajo el alias de "Man Yao".
Cuando se rumorea que existe un libro secreto de valor incalculable dejado por la familia Qin que se cree traerá grandeza para todos los reinos, decide buscarlo y en el proceso conoce a Wu You y poco a poco ambos comienzan a enamorarse, sin embargo Wu You no sabe que ella en realidad es Rong Le, ya que en el pasado usaba una máscara para esconder su verdadera identidad.
Sin embargo ambos son forzados a separarse cuando el hermano de Rong Le, el Emperador Rong Qi le ordena a casarse con el poderoso General Fu Chou del Reino de Lin del Norte, aunque al inicio se niega, finalmente acepta cuando sus amigas son asesinadas. Sin embargo su amor por Wu You continúa y cuando ambos se reencuentran, luchan por estar juntos y por acabar con los planes de sus enemigos.

## Reparto

### Personajes principales
| Actor         | Personaje                   | N.º de episodios | Notas |
| ------------- | --------------------------- | ---------------- | --- |
| Zhang Xueying | Rong Le / Man Yao / Qin Man | 58               | Es la Princesa del Qi Occidental, quien usa una máscara para esconder su rostro. Es enviada al reino del Norte de Lin para casarse con el Príncipe Wu You, sin embargo sus verdaderas órdenes son las de encontrar el libro sagrado y regresar a Qi. Luego de ser rechazada por el príncipe, se hace pasar por la dueña de una casa de té llamada Man Yao, para poder completar su misión. Poco a poco comienza a enamorarse de Wu You, cuando se da cuenta de que es un hombre honesto, justo y leal. En realidad no es la Princesa de Qi, sino Qin Man, una asesina del reino Occidental de Qi y descendiente de la familia Qin. Sin embargo no recuerda nada, luego de que su memoria fuera borrada por Fu Yuan, quien le hace creer que es la princesa Rong Le para enviarla a Lin y así obtener el libro secreto. |
| Aarif Rahman  | Zongzheng Wu You            | 58               | Príncipe Li: es el 7.º Príncipe del Norte de Lin, un hombre arrogante pero justo e inteligente a quien no le gusta seguir las reglas. No cree en el amor ni en la fe, ya que cuando era más joven, presenció cómo su padre había matado accidentalmente a su madre. Debido a esto odia que las mujeres lo toquen, y sufre de ataques violentos cada vez que lo tocan, sin embargo todo cambia cuando conoce a Rong Le, de quien pronto se enamora y hace todo lo que está en sus manos para protegerla. |
| Jing Chao     | Fu Chou                     | -                | Es un Gran General del Norte de Lin y un joven maestro de la secta Tian Chou. Es un hombre inteligente, poderoso y estratega. En realidad es el Príncipe Zongzheng Wu Chou del Norte de Lin y el hermano de Wu You. Está celoso del amor entre Wu You y Rong Le, por lo que la obliga a casarse con él amenazándola con matar a sus amigas, sin embargo poco a poco termina enamorándose de ella, aunque Rong Le nunca le corresponde y le deja claro que ama a Wu You. |
| Luo Yunxi     | Rong Qi                     | -                | Emperador del Qi Occidental: es un hombre tranquilo, racional y distante. Sufre de un veneno transmitido por su madre la Gran Viuda Fu Yuan de Qi, lo cual no le permitirá vivir más de 24 años. Su madre lo odia por ser fruto de una violación. Aunque al inicio se cree que el y Rong Le son hermanos, en realidad eran una pareja enamorada que se ve obligada a separarse después de que Fu Yuan le borrara la memoria a Rong Le y la hiciera pasar por su hija la Princesa de Qi para casarla con el Príncipe del Reino del Norte de Lin. A pesar de estar separado de ella, hace todo lo posible por garantizar que este a salvo, sin embargo en ocasiones sus acciones son mal interpretadas. |
| Chen Xinyu    | Hen Xiang / Qin Xiang       | -                | Es una asesina de la secta Tian Chou y la leal subordinada y confidente del general Fu Chou, de quien está completamente enamorada, aunque él no le corresponde. Siguiendo los planes de Fu Chou se convierte en una de las concubinas y rápidamente en la favorita del Príncipe Heredero Zongzheng Xiao Ren. Su verdadera identidad es Qin Xiang, una descendiente de la familia Qin y la hermana menor de Rong Le. |

### Personajes secundarios

#### Northern Lin

##### Familia Real
| Actor          | Personaje           | N.º de episodios | Notas |
| -------------- | ------------------- | ---------------- | --- |
| Canti Lau      | Zongzheng Yun He    | -                | Es el Emperador del Reino del Norte. |
| Mao Fan        | Zongzheng Xuan Ming | -                | Príncipe Fanyang: es el confiable hermano del Emperador. |
| Long Han Ming  | Zongzheng Xiao Ren  | -                | Es el Príncipe Heredero, un hombre crédulo, cruel e incapaz que está en constante desacuerdo con Wu You. |
| Aarif Rahman   | Zongzheng Wu You    | -                | Príncipe Li: es el 7.º Príncipe del Norte de Lin. No cree en el amor y la fe debido al trágico final en la relación de sus padres, odia que las mujeres lo toquen y reacciona de forma agresiva, sin embargo todo eso cambia cuando conoce y se enamora de Rong Le. |
| Shu Ya Xin     | Zongzheng Wu Yu     | -                | Príncipe Chen: es el 9.º príncipe y el despreocupado y más cercano hermano de Wu You. Aunque al inicio está enamorado de su amiga de la infancia, la Princesa Zhao Yun (Junzhu), sus sentimientos cambian cuando es obligada a casarse con Ning Qianyi del Reino de Chen. Más tarde cuando conoce a Xiao Ke se enamora de ella. Cuando se da cuenta de que su hermano Wu You únicamente le permite a Rong Le tocarlo, lo anima a que le diga que está enamorado de ella. |
| Jing Chao      | Fu Chou             | -                | Zongzheng Wu Chou: es el hermano de Wu You y uno de los Príncipes del Norte de Lin (inglés: Northern Lin). Es un hombre inteligente, que usa artimañas para obtener lo que quiere. Está celoso del amor de Rong Le por Wu You. |
| Yang Jing Tian | Zongzheng Ying      | -                | Es el hijo del Príncipe Wu You y Rong Le. |
| Deng Sha       | Consorte Real Yun   | -                | Es la madre biológica de Wu You. Es asesinada accidentalmente por el Emperador después de que fuera envenenado por Fu Yuan. |
| Nie Mei        | Emperatriz          | -                | |
| Zhang Xuan     | Princesa Heredera   | -                | |

##### Gente del Palacio
| Actor           | Personaje    | N.º de episodios | Notas |
| --------------- | ------------ | ---------------- | --- |
| Wen Zhu         | Zhao Yun     | -                | Princesa Junzhu: Es la amiga de la infancia de Wu You y Wu Yu. Está enamorada de Wu Yu, sin embargo es obligada a casarse con el Príncipe Ning Qianyi del Reino de Chen. Cuando conoce a Rong Le se hace muy buena amiga de ella. |
| Lu Zhong        | Sun Jizhou   | -                | Es el maestro de Wu You. |
| Dai Wen Wen     | Sun Yali     | -                | Es la hija del ministro Sun Jizhou. Mantiene una relación estrecha con la Emperatriz quien quiere casarla con Wu You, sin embargo ella no está enamora de él. Después de ser salvada por Fu Chou se enamora de él, sin embargo el no siente lo mismo y sólo la utiliza. Más tarde se enamora de Wu You, pero él no le corresponde, celosa por el amor entre Wu You y Rong Le, hace todo lo posible por matarla. |
| Ni Han Jin      | Leng Yan     | -                | Es el guardaespaldas personal y uno de los subordinados del Príncipe Wu You. |
| Gao Guang Ze    | Xiang Ying   | -                | Fue el guardaespaldas personal y uno de los subordinados del general Fu Chou, sin embargo es reemplazado luego de cometer un error. Poco después de que Rong Le le salva la vida, le promete lealtad. |
| Hu Yi           | Chang Jian   | -                | Es uno de los subordinados del general Fu Chou. |
| Ding Zi Jun     | Qin Yong     | -                | Es el ex primer ministro del Imperio, así como el verdadero padre de Rong Le y el antiguo maestro de Wu You. Es asesinado luego de que lo acusaran falsamente de traición. |
| Zhao Yong Zhan  | Li Zhengyuan | -                | Es un subordinado de Qin Yong, sin embargo después de su muerte decide someterse al Príncipe Heredero. |
| Yang Cheng Ming | Yang Wei     | -                | Es el ministro de relaciones del imperio. |
| Lu Zhuo         | Yu Wenjie    | -                | Es un general y cómplice del Príncipe Heredero. Más tarde es asesinado por el mismo príncipe después de que sus críemens fueran expuestos por Wu You. |
| Wang Jian       | Yu Shihai    | -                | Es ministro y cómplice del Príncipe Heredero. |
| Wang Xiaohui    | Xiang Cheng  | -                | Es el comandante de las tropas imperiales. |
| Wang Ge         | Qiu Yi       | -                | Es la asistente principal en el Princess Manor, más tarde es asesinada por Yu Wenjie. |

##### Ciudadanos del Reino
| Actor               | Personaje  | N.º de episodios | Notas |
| ------------------- | ---------- | ---------------- | --- |
| Huang Can Can       | Chen Yu    | -                | Una joven que toca el qin, que luego de que su familia fue asesinada debido a su afiliación con el Primer Ministro de Qin, es vendida a un burdel. En realidad es una asesina de la Secta Tian Chou, a quien se le ordenó buscar el libro secreto. |
| Li Si Yang (李思阳) | Wu Xiangzi | -                | Es el líder de la Secta Wu Yin y subordinado de Wu You. |
| Wang Chun           | Long Yue   | -                | Una asesina de Western Qi, que se hace pasar por una de las asistentes de Rong Le, en la casa de té. Long Yue quiere a Ronge Le como a una hermana, sin embargo más tarde se quita la vida por desesperación y culpa.                              |
| Yang Xue            | Xiao Wei   | -                | Una subordinada de Ronge Le en la casa del té, a quien protege. Más tarde es asesinada por los subordinados de Rong Qi bajo sus órdenes, mientras intentaba huir junto a Ronge Le y Long Yue.                                                      |

#### Western Qi

##### Familia Real
| Actor         | Personaje | N.º de episodios | Notas |
| ------------- | --------- | ---------------- | --- |
| Tian Hairong  | Fu Yuan   | -                | Es la Gran Emperatriz Viuda del Qi Occidental. Antiguamente fue la Emperatriz del Norte de Lin, hasta que su esposo decidió traicionarla y entregarla al Emperador del Qi Occidental. Es la madre de Rong Qi, a quien odia por ser fruto de una violación.          |
| Luo Yunxi     | Rong Qi   | -                | Es el Emperador del Qi Occidental, quien sufre de envenenamiento transmitido por su madre, quien lo odia. |
| Zhang Xueying | Rong Le   | -                | Es engañada por Fu Yuan y Rong Qi quienes le hacen creer que es la Princesa del Qi Occidental, pero en realidad su verdadera identidad es la de ser una joven asesina del reino, que pierde la memoria sobre su pasado luego de que esta fuera borrada por Fu Yuan. |

##### Empleados del Palacio
| Actor          | Personaje  | N.º de episodios | Notas |
| -------------- | ---------- | ---------------- | --- |
| Tian Lei       | Lin Shen   | -                | Es el líder de la Secta Tian Chou y el subordinado de Fu Yuan. |
| Chen Xinyu     | Hen Xiang  | -                | Es una asesina de la secta, que trabaja para Fu Chou. |
| Wang Yu (王嵛) | Ling Yue   | -                | Es la asistente de Rong Le, a quien quiere y protege como a una hermana. Está enamorada de Xiao Sha. |
| Gao Shuang     | Xiao Sha   | -                | Es el guardia personal de Rong Qi, quien lo envía para proteger a Rong Le. Está enamorado de Ling Yue. |
| Mi Mi (米咪)   | Xiao Ke    | -                | Es la hermana menor de Xiao She. Aunque es experta en las artes de la medicina, no puede curar su propia enfermedad. Al inicio cuando conoce al Príncipe Wu Yu, no le cae bien, sin embargo después se enamoran. |
| Zou Xin Yu     | Lian Xin   | -                | Es una de las asistentes de Rong Le, quien es enviada lejos, después de que los traicionara. |
| Liu Hao Qun    | Yin Wei    | -                | Es el guardaespaldas de Rong Qi. |
| Dong Dou       | Xiao Xunzi | -                | Es el sirviente de Rong Qi. |

#### Reino de Chen
| Actor         | Personaje   | N.º de episodios | Notas |
| ------------- | ----------- | ---------------- | --- |
| Lu Zhan Xiang | Emperador   | -                | |
| Xu Ke         | Ning Qianyi | -                | Príncipe Zhenbei: es el Príncipe del Reino, cuando conoce a la Princesa Zhao Yun, se siente atraído por ella y termina pidiendo su mano en matrimonio. |
| Chen Zhong Fu | Li Wu       | -                | Es el subordinado del Príncipe Ning Qianyi. |

### Otros personajes
| Actor            | Personaje | N.º de episodios | Notas |
| ---------------- | --------- | ---------------- | ----- |
| Zhang Bin (张彬) | -         | -                |       |

## Episodios
La serie está conformada por 58 episodios, los cuales fueron emitidos todos los miércoles, jueves, viernes y sábados a las 8:00, con una duración de 45min.

## Música
El OST de la serie cuenta con 7 canciones:
| N.º | Intérprete             | Canción                         | Notas                            |
| --- | ---------------------- | ------------------------------- | -------------------------------- |
| 1   | Aarif Rahman & Yisa Yu | "Xiao Zhi" (小至)               | (canción de inicio)              |
| 2   | Li Qi                  | "Inviting Moon" (邀月)          |                                  |
| 3   | Lu Yi                  | "Hong Chen Wei Tang" (红尘微烫) |                                  |
| 4   | Aarif Rahman           | "If Snow" (若雪)                | (canción del personaje: Wu You)  |
| 5   | Zhang Xueying          | "No Worries" (无忧)             | (canción del personaje: Rong Le) |
| 6   | Su Xing                | "Leaving the Shore" (离舟)      | (canción del personaje: Rong Qi) |
| 7   | Jin Runjie             | "Heart Lock" (心锁)             | (canción del personaje: Fu Chou) |

## Producción
La serie está basada en la historia "The White-Haired Imperial Concubine" (Bai Fa Wang Fei / 白发王妃) escrita por Mo Yanshang (莫言殇).
Fue dirigida por Li Huizhu y producida por Lv Chao, junto a la productora ejecutiva Zhang Meng, también contó con los guionistas Cheng Tingyu, Jing Yao y Shi Ying.
Comenzó sus filmaciones en abril del 2018 en Hengdian Studio", las cuales finalizaron en agosto del mismo año.
La serie contó con el apoyo de la compañía de producción "Shanghai Youhug Media".